# Martin Brodeur
Martin Pierre Brodeur (Montréal, 6 maggio 1972) è un ex hockeista su ghiaccio e dirigente sportivo canadese naturalizzato statunitense, professionista nella National Hockey League.
Ha giocato per 22 stagioni con la maglia dei New Jersey Devils. Nei suoi 22 anni a Newark ha sempre raggiunto i playoff, tranne in quattro occasioni, ed ha vinto tre volte la Stanley Cup (1995, 2000 e 2003). Ha inoltre conquistato quattro Vezina Trophy (2003, 2004, 2007 e 2008), premio riconosciuto ogni anno al miglior portiere della lega, ed un Calder Trophy nel 1994, trofeo assegnato al miglior rookie della stagione. Con la nazionale canadese, invece, ha vinto due medaglie d'oro ai giochi olimpici invernali del 2002 e del 2010.
Brodeur detiene il record di vittorie in stagione regolari (ha superato Patrick Roy nel 2009), sconfitte, shutout, partite giocate e diversi altri primati. Ha vinto almeno 40 partite in otto stagioni, unico portiere ad averlo fatto. È poi l'unico goalie ad aver realizzato tre gol (due in regular season, l'altro nei playoff) in NHL. È considerato da molti il miglior portiere nella storia della lega, grazie al suo stile di gioco e alla sua abilità in puck-handling.
Il 1º dicembre 2009 ha ottenuto la cittadinanza statunitense.

## Carriera

### Esordi

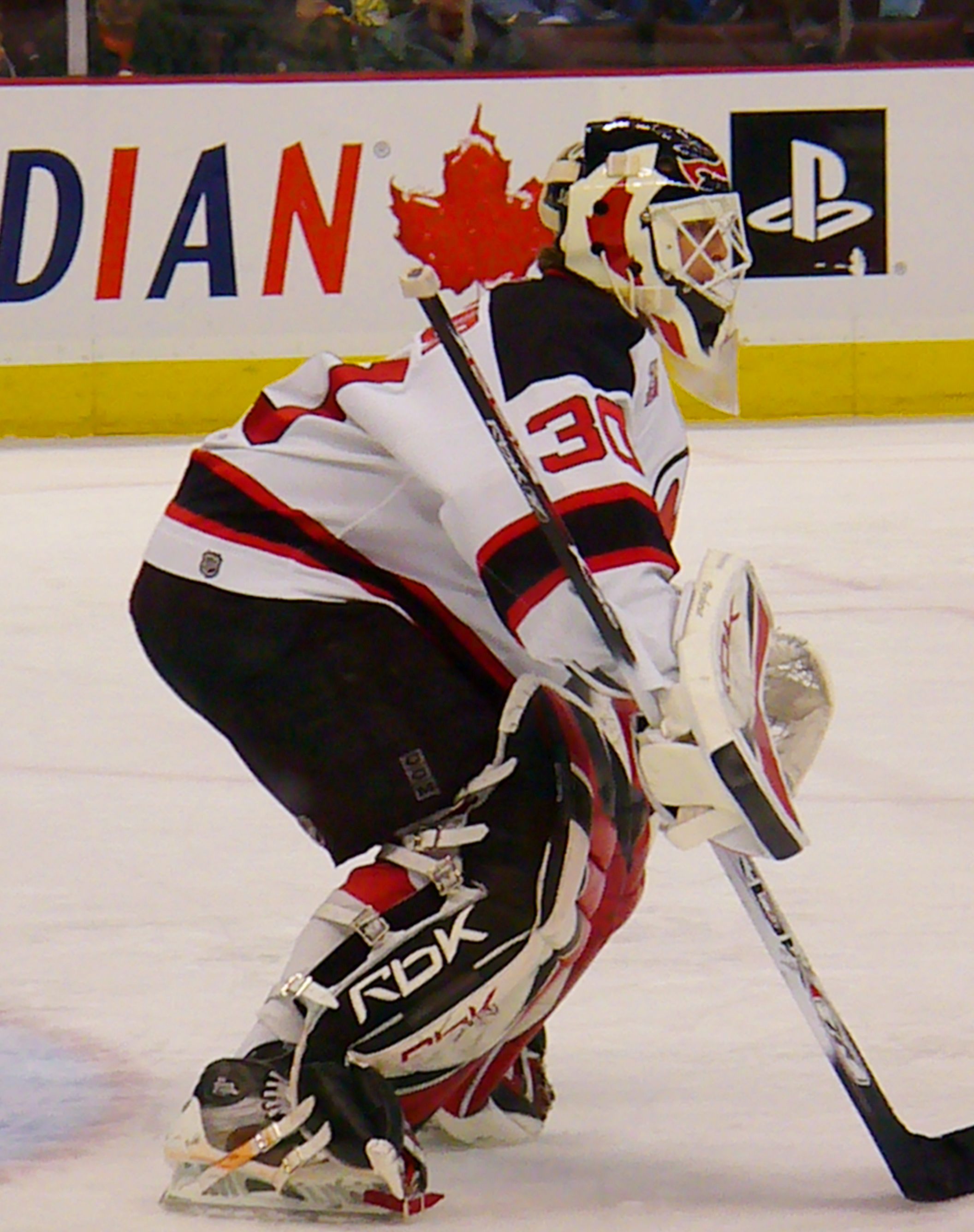
Martin Brodeur in posizione

Figlio di Denis Brodeur, portiere della selezione canadese che vinse un bronzo alle Olimpiadi invernali del 1956 a Cortina d'Ampezzo, iniziò a giocare nel 1990 in QMJHL per i Saint-Hyacinthe Laser e, nel 1992, risultò nell'All-rookie team della lega, oltre che nel secondo All-Star team. Nel 1990, intanto, era stato assunto dai New Jersey Devils, essendo stato la ventesima scelta totale al draft. Nella stagione 1991-1992, a causa degli infortuni dei primi due portieri, riuscì a debuttare in NHL il 26 marzo 1992 nella partita vinta per 4-2 con i Boston Bruins; scese in campo altre quattro volte e giocò anche una partita dei playoff. Passò poi la stagione successiva agli Utica Devils, squadra della AHL, ma poi, nel campionato seguente, divenne titolare della squadra, scendendo in campo 47 volte e vincendo anche il Calder Trophy, il trofeo dedicato al miglior rookie della stagione; condusse la squadra fino alla finale di Conference dei playoff di Stanley Cup, in cui i Devils furono eliminati dai New York Rangers. Nella stagione 1994-1995, accorciata a 48 partite per via del Lock-out, i Devils giunsero quinti nella classifica di Conference, qualificandosi ai playoff, dove sconfissero i Boston Bruins per 4-1 nella serie, poi eliminarono, con lo stesso risultato, i Pittsburgh Penguins; Brodeur subì solamente 8 gol. Battuti, per 4-2, anche i Philadelphia Flyers in finale di Conference, i Devils arrivarono all'ultimo round dei playoff, dove, grazie alle sue ottime prestazioni (appena 7 gol subiti nella serie) e alla famosa tattica della trappola della zona neutra, la squadra di Newark sconfisse, per 4-0 (compiendo lo sweep) i Detroit Red Wings, vincendo la sua prima Stanley Cup solamente alla sua seconda stagione da professionista. Nei playoff mantenne una media di 1,67 gol subiti in 20 gare, di cui ben 16 vinte.
Nella stagione successiva, però, Brodeur, pur giocando ben 74 partite sulle 82 totali e fissando il record di minuti in una stagione per un portiere, non riuscì a portare ai playoff la sua squadra. Tuttavia, fu il portiere titolare nell'All Star Team della Eastern Conference negli All Star Games, e finì quarto nella classifica del Vezina Trophy, il trofeo assegnato al miglior portiere della lega.
Nella stagione 1996-1997 i Devils terminarono la stagione al terzo posto totale (il primo in Eastern Conference) e lui fu finalista al Vezina Trophy, oltre ad essere nominato per l'All Star Team ed a vincere il William M. Jennings Trophy assieme a Mike Dunham per la più bassa media di gol subiti, la più bassa in NHL negli ultimi 30 anni (1,88). Il 17 aprile 1997 nella prima partita del primo turno di playoff, vinta 5-2 con i Montreal Canadiens, Brodeur, tirando direttamente dalla sua area, realizzò l'ultimo gol della partita: era la seconda volta che un portiere segnava nei playoff e la quinta in totale. I Devils superarono quella serie ma furono poi eliminati dai New York Rangers. Nella stagione successiva la sua squadra terminò la Eastern Conference al primo posto, ma fu eliminata al primo turno dei playoff dagli Ottawa Senators ottavi classificati. Riuscì comunque a partecipare all'All Star Game, a risultare finalista al Vezina Trophy e a vincere di nuovo il Jennings Trophy, grazie ad una media di 1,89 reti subite. Anche nella stagione 1998-1999, per il terzo anno di fila, i Devils si qualificarono al primo posto in Conference, ma furono ancora una volta eliminati al primo turno dai Pittsburgh Penguins. Brodeur comparve comunque all'All Star Game e fu finalista al Vezina Trophy.

### 1999-2004
Nel corso della stagione 1999-2000, precisamente il 15 febbraio 2000, Brodeur realizzò il suo secondo gol in carriera, quando respinse un puck che fu deviato nella porta vuota dei Philadelphia Flyers dal difensore Daymond Langkow. I Devils si piazzarono al quarto posto nella Conference e ai playoff superarono immediatamente i Florida Panthers per 4-0 (subendo solamente 6 gol nella serie), poi i Toronto Maple Leafs per 4-2 e giunsero in finale di Conference proprio contro i Philadelphia Flyers. I rivali della Pennsylvania andarono in vantaggio per 3-1 nella serie, ma nelle successive tre partite Brodeur subì soltanto un gol, permettendo alla sua squadra di rimontare e vincere la serie, accedendo alla finale dove sconfissero, per 4-2, i texani dei Dallas Stars, conquistando la seconda Stanley Cup in sette anni.
L'anno dopo i Devils giunsero nuovamente in finale ma furono battuti dai Colorado Avalanche di Patrick Roy per 4-3. La stagione successiva fu avara di soddisfazioni, la sua squadra infatti si piazzò solamente sesta nella Conference e fu poi battuta al primo turno dai Carolina Hurricanes. I Devils, però, si riscattarono nella stagione 2002-2003, e Brodeur si prese la soddisfazione di vincere il suo primo Vezina Trophy, il trofeo dedicato al miglior portiere della lega, a cui era stato diverse volte finalista negli anni precedenti, grazie ad una stagione da 41 vittorie e 9 shutout in 73 partite. La media di 2,02 gol subiti a gara gli consegnò anche il William M. Jennings Trophy, e fu inoltre finalista all'Hart Memorial Trophy, il premio assegnato al miglior giocatore della regular season. Risultò il titolare nell'All-Star Game nonché nel primo All-Star Team. Nei playoff, i Devils eliminarono facilmente Boston Bruins e Tampa Bay Lightning (entrambi per 4-1) e poi gli Ottawa Senators in finale di Conference per 4-3; in finale, battendo sempre per 4-3 i Mighty Ducks of Anaheim, Brodeur vinse la sua terza Stanley Cup in carriera, la terza assoluta anche per i Devils. Brodeur guadagnò ben 7 shutouts durante i playoff, di cui ben 3 contro i Ducks, superando il precedente record di Dominik Hašek di 6. Nonostante ciò, il Conn Smythe Trophy andò a Jean-Sébastien Giguère, il portiere dei Ducks: era dal 1987 che un giocatore non della squadra vincente dei playoff vinceva il trofeo, l'ultimo era stato Ron Hextall dei Philadelphia Flyers. Nella stagione seguente Brodeur vinse ancora una volta il Vezina Trophy, grazie anche al numero record di 11 shutout in 75 partite (accompagnati da 38 vittorie) e fu di nuovo finalista dell'Hart Memorial Trophy, oltre ad apparire all'All Star Game. Tuttavia, i Devils, sesti nella Eastern Conference, furono eliminati al primo turno dei playoff dai Flyers per 4-1 in serie.
La stagione 2004-2005 non fu disputata a causa del Lock-Out, ma durante questo periodo la lega inserì una nuova regola, secondo la quale i portieri potevano giocare il puck dietro la porta solamente all'interno di una piccola area trapezoidale; questa regola fu soprannominata Brodeur rule (“regola Brodeur”) per via dell'abitudine del portiere canadese di giocare il puck dietro la porta. Questo fu visto da alcuni come una limitazione verso lo stile di gioco di Brodeur.

### 2005-2015
Terminato il lock-out, si riprese a giocare nella stagione 2005-2006, in cui Brodeur, ancora una volta finalista al Vezina Trophy, guidò la sua squadra alla vittoria dell'Atlantic Division; nei playoff, riuscì a sconfiggere, per la prima volta in carriera, i New York Rangers, vincendo la serie per 4-0, ma nel turno seguente i Devils furono estromessi dai Carolina Hurricanes per 4-1. La stagione 2006-2007 vide Brodeur vincere il suo terzo Vezina Trophy (48 vittorie e carreer high di 12 shutout in 78 gare) e superare diversi record: il 9 dicembre 2006, quando i Devils batterono i Philadelphia Flyers, Brodeur raggiunse quota 462 vittorie in carriera, superando Ed Belfour ed arrivando secondo nella classifica dei portieri con più partite vinte. Il 26 dicembre, nella vittoria per 3-0 sui Pittsburgh Penguins, Brodeur ottenne il suo 85º shutout in carriera, arrivando al terzo posto nella classifica assoluta di shutout guadagnati e primo in quella tra i portieri in attività. Il 1º febbraio 2007, con la vittoria in overtime per 6-5 sui Philadelphia Flyers, Brodeur toccò le 45 vittorie in overtime (senza shootouts), superando il suo idolo d'infanzia Patrick Roy. Il 3 aprile, battendo gli Ottawa Senators per 2-1 agli shootouts, Brodeur raggiunse quota 47 vittorie in stagione, pareggiando il record di Bernie Parent stabilito nella stagione 1973-1974; due giorni dopo, quando i Devils batterono per 3-2 i Philadelphia Flyers, Brodeur superò il record e stabilì il nuovo, a quota 48. Questa vittoria permise ai Devils di vincere il loro settimo titolo di Division e raggiungere il secondo posto in Conference. Nei playoff i Devils eliminarono subito i Tampa Bay Lightings ma, nel turno successivo, furono sconfitti dagli Ottawa Senators.

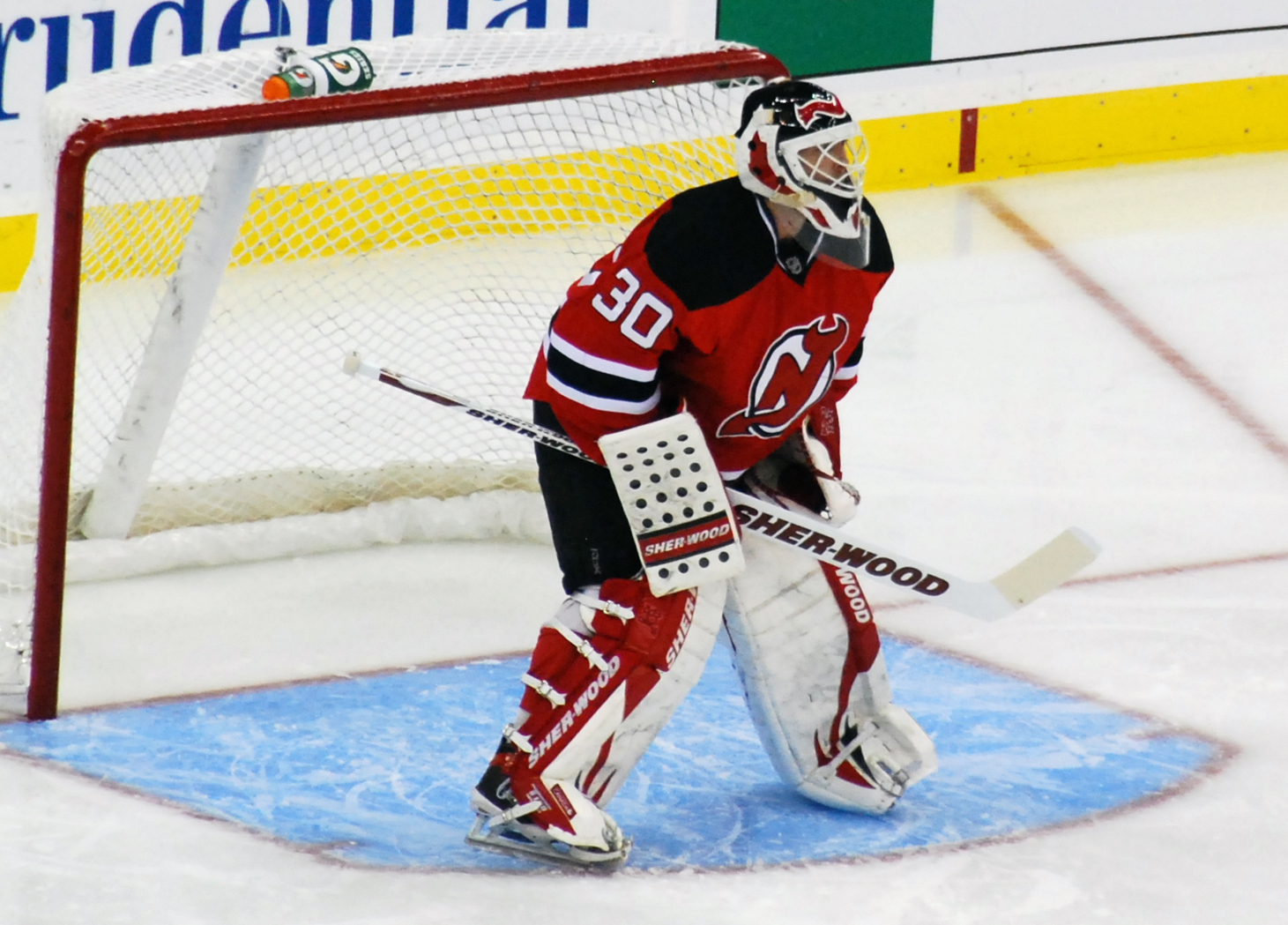
Brodeur nel 2011

All'inizio della stagione 2007-2008, con la vittoria del 17 novembre 2007 sui soliti Philadelphia Flyers, Brodeur divenne il secondo portiere a vincere 500 partite in NHL; prima di lui solo Patrick Roy c'era riuscito. Ai playoff i Devils furono eliminati al primo turno per 4-1 dai New York Rangers. Brodeur vinse comunque il suo quarto Vezina Trophy, con 44 vittorie e 4 shutout in 77 partite. Nel campionato 2008-2009, per la precisione il 1º novembre 2008, Brodeur si infortunò al tendine del bicipite, subendo il primo grave infortunio della sua carriera; si rese necessaria un'operazione, avvenuta il 6 novembre seguente. Il portiere saltò ben 16 settimane, tornando a giocare il 26 febbraio 2009, in una partita vinta 4-0 con i Colorado Avalanche, in cui ottenne il suo 99º shutout in carriera. Tre giorni dopo, arrivò il 100° in una partita con i Philadelphia Flyers. Il 18 marzo 2009, con la vittoria per 3-2 sui Chicago Blackhawks, Brodeur ha superato il record di vittorie in NHL, detenuto da Patrick Roy di 551 vittorie, raggiungendo quota 552 (nella stessa gara, inoltre, il compagno Patrik Eliáš divenne il miglior marcatore nella storia dei Devils). Toccò poi le 600 vittorie il 6 aprile 2010, quando i Devils sconfissero gli Atlanta Thrashers per 3-0. Il 12 dicembre 2009, intanto, scendendo in campo contro gli Ottawa Senators, ha raggiunto quota 1030 partite giocate in NHL, superando il precedente record di Patrick Roy, fermo a 1029, diventando così il portiere con più presenze in assoluto nella lega, mentre il 30 dicembre, con lo shutout della gara vinta per 2-0 dalla sua squadra contro i Pittsburgh Penguins, Brodeur aveva raggiunto il record assoluto, nella storia dell'hockey professionistico, di shutout ottenuti, 105, superando quello di George Hainsworth di 104 (94 in NHL e 10 in WCHL).
Nella stagione 2009-2010 Brodeur vinse, grazie ad una media di 2,24 gol subiti a gara, il Jennings Trophy, ma i Devils furono eliminati nel primo turno dei playoff dai Philadelphia Flyers. L'anno dopo non riuscirono nemmeno a qualificarsi ai playoff, ma nella stagione 2011-2012 i Devils giunsero al sesto posto in classifica e nei playoff superarono i Florida Panthers (4-3), i Philadelphia Flyers (4-1) ed i New York Rangers (4-2), vincendo il titolo di Conference e giungendo di nuovo in finale di Stanley Cup (la quinta nella sua carriera), perdendo però per 4-2 con i Los Angeles Kings. Nel corso di questi playoff, Brodeur divenne il secondo portiere nella storia dell'NHL a raggiungere 100 vittorie nei playoff, grazie al 3-2 inflitto ai Florida Panthers in gara-1 del primo turno di playoff; inoltre, con lo shutout guadagnato in gara-4 della serie, vinta 4-0, superò Patrick Roy per numero di shutout nel post-season, raggiungendo quota 24 (Roy era fermo a 23). Al termine del campionato, Brodeur era rimasto svincolato, ma poi, il 2 luglio 2012, ha firmato un nuovo contratto biennale. Il 22 gennaio 2013, nella seconda partita della stagione 2012-2013 (accorciata per il lock out), in cui i Devils hanno battuto per 3-0 i Flyers, ha ottenuto il 120° shutout della sua carriera. Infortunatosi alla schiena il 21 febbraio, ha saltato 13 partite ed è tornato in campo il 21 marzo in una partita vinta per 4-1 con i Carolina Hurricanes, in cui ha ottenuto la sua 665ª vittoria e gli è stato attribuito il primo gol della gara (è risultato l'ultimo giocatore dei Devils a toccare il puck prima che Jordan Staal lo mandasse nella sua porta); in questo modo, è diventato il portiere con più gol realizzati nella storia dell'NHL. La squadra, tuttavia, terminò il campionato all'undicesimo posto in Eastern Conference, il quinto nell'Atlantic Division, e non arrivò ai playoff.
Il 28 giugno 2013 è stato eletto cover athlete del videogioco NHL 14. La stagione 2013-2014 lo ha visto alternarsi al nuovo portiere Cory Schneider; Brodeur ha disputato 39 gare, vincendo 19 incontri. Il 6 giugno 2014, dopo un'altra stagione terminata senza post season, Brodeur ha annunciato che non avrebbe rinnovato il suo contratto e che avrebbe testato, dal 1º luglio, il mercato degli svincolati.
Il 26 novembre firma un contratto di prova con i St. Louis Blues, a causa dell'infortunio del titolare Brian Elliott. Il 2 dicembre Brodeur entra ufficialmente a far parte della squadra, firmando un contratto di un anno. Debutta due giorni dopo in una sconfitta per 4-3 con i Nashville Predators.
Il 29 gennaio 2015, dopo aver disputato sette gare con i Blues, Brodeur annuncia il ritiro. Successivamente, diventa un assistente del General Manager della squadra Doug Armstrong.

### Nazionale

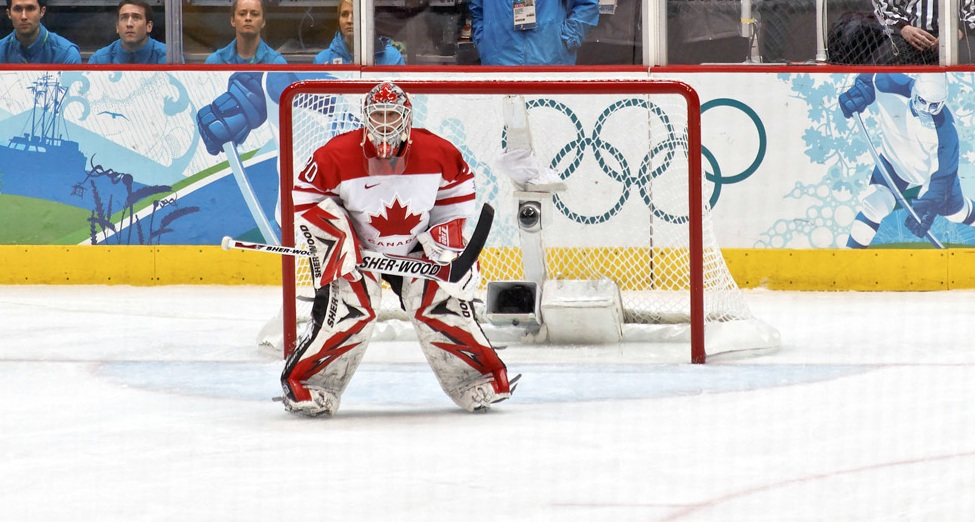
Brodeur con la maglia del Canada

Le prime esperienze di Brodeur con la nazionale canadese furono nel 1996, anno in cui prese parte alla World Cup of Hockey (manifestazione organizzata dall'NHL) in Canada, ed alla Coppa del Mondo in Austria dello stesso anno. In entrambi i casi, la sua squadra ottenne il secondo posto.
Fu poi convocato, 1998, per le Olimpiadi invernali come riserva di Patrick Roy, in cui la sua squadra si piazzò al quarto posto. Anche alle Olimpiadi invernali del 2002 di Salt Lake City partì come riserva, ma guadagnò il posto da titolare dopo il cattivo esordio di Curtis Joseph. Il Canada, superando in finale gli Stati Uniti per 3-2, vinse l'oro.
In seguito, fu il titolare della selezione canadese che vinse la World Cup of Hockey del 2004, subendo solo 5 gol in cinque gare. Partecipò anche alle Olimpiadi Invernali 2006 di Torino, in cui però la sua squadra fu eliminata dalla Russia nei quarti di finale.
Alle Olimpiadi Invernali 2010 di Vancouver Brodeur partì inizialmente da titolare, per poi perdere il posto in favore di Roberto Luongo dopo la sconfitta nei gironi con gli Stati Uniti. Il Canada, superando proprio gli USA in finale per 3-2, vinse l'oro.

## Statistiche

### Club
| Stagione   | Squadra           | Stagione regolare | Stagione regolare | Stagione regolare | Stagione regolare | Stagione regolare | Stagione regolare | Playoff | Playoff | Playoff | Playoff | Playoff | Playoff |
| Stagione   | Squadra           | Lega              | P                 | W                 | SO                | GAA               | SVS%              | P       | W       | SO      | GAA     | SVS%    |         |
| ---------- | ----------------- | ----------------- | ----------------- | ----------------- | ----------------- | ----------------- | ----------------- | ------- | ------- | ------- | ------- | ------- | ------- |
| 1991-1992  | New Jersey Devils | NHL               | 4                 | 2                 | 0                 | 3.35              | 82,2%             | 1       | 0       | 0       | 5,62    | 80%     |         |
| 1992-1993  | Utica Devils      | AHL               | 32                | 14                | 0                 | 4,03              | 88,4%             | 4       | 1       | 0       | 4,18    | -       |         |
| 1993-1994  | New Jersey Devils | NHL               | 47                | 27                | 3                 | 2,40              | 91,5%             | 17      | 8       | 1       | 1,95    | 92,8%   |         |
| 1994-1995* | New Jersey Devils | NHL               | 40                | 19                | 3                 | 2,45              | 90,2%             | 20      | 16      | 3       | 1,67    | 92,7%   |         |
| 1995-1996  | New Jersey Devils | NHL               | 77                | 34                | 6                 | 2,34              | 91,1%             | -       | -       | -       | -       | -       |         |
| 1996-1997  | New Jersey Devils | NHL               | 67                | 37                | 10                | 1,88              | 92,7%             | 10      | 5       | 2       | 1,73%   | 92,9%   |         |
| 1997-1998  | New Jersey Devils | NHL               | 70                | 43                | 10                | 1,89              | 91,7%             | 6       | 2       | 0       | 1,97    | 92,7%   |         |
| 1998-1999  | New Jersey Devils | NHL               | 70                | 39                | 4                 | 2,29              | 90,6%             | 7       | 3       | 0       | 2,83    | 85,7%   |         |
| 1999-2000* | New Jersey Devils | NHL               | 72                | 43                | 6                 | 2,24              | 91%               | 23      | 16      | 2       | 1,61    | 92,7%   |         |
| 2000-2001  | New Jersey Devils | NHL               | 72                | 42                | 9                 | 2,32              | 90,6%             | 25      | 15      | 4       | 2,07    | 89,7%   |         |
| 2001-2002  | New Jersey Devils | NHL               | 73                | 38                | 4                 | 2,15              | 90,6%             | 6       | 2       | 1       | 1,42    | 93,8%   |         |
| 2002-2003* | New Jersey Devils | NHL               | 73                | 41                | 9                 | 2,02              | 91,4%             | 24      | 16      | 7       | 1,65    | 93,4%   |         |
| 2003-2004  | New Jersey Devils | NHL               | 75                | 38                | 11                | 2,03              | 91,7%             | 5       | 1       | 0       | 2,62    | 90,2%   |         |
| 2004-2005  | New Jersey Devils | NHL               | -                 | -                 | -                 | -                 | -                 | -       | -       | -       | -       | -       |         |
| 2005-2006  | New Jersey Devils | NHL               | 73                | 43                | 5                 | 2,57              | 91,1%             | 9       | 5       | 1       | 2,25    | 92,3%   |         |
| 2006-2007  | New Jersey Devils | NHL               | 78                | 48                | 12                | 2,18              | 92,2%             | 11      | 5       | 1       | 2,44    | 91,6%   |         |
| 2007-2008  | New Jersey Devils | NHL               | 77                | 44                | 4                 | 2,17              | 92%               | 5       | 1       | 0       | 3,19    | 89,1%   |         |
| 2008-2009  | New Jersey Devils | NHL               | 31                | 19                | 5                 | 2,41              | 91,6%             | 7       | 3       | 1       | 2,39%   | 92,9%   |         |
| 2009-2010  | New Jersey Devils | NHL               | 77                | 45                | 9                 | 2,24              | 91,6%             | 5       | 1       | 0       | 3,01    | 88,1%   |         |
| 2010-2011  | New Jersey Devils | NHL               | 56                | 23                | 6                 | 2,45              | 90,3%             | -       | -       | -       | -       | -       |         |
| 2011-2012  | New Jersey Devils | NHL               | 59                | 31                | 4                 | 2,41              | 90,8%             | 24      | 14      | 1       | 2,12    | 91,7%   |         |
| 2012-2013  | New Jersey Devils | NHL               | 29                | 13                | 2                 | 2,22              | 90,1%             | -       | -       | -       | -       | -       |         |
| 2013-2014  | New Jersey Devils | NHL               | 39                | 19                | 3                 | 2,51              | 90,1%             | -       | -       | -       | -       | -       |         |

Legenda:
- In grassetto: vince il Vezina Trophy
- In corsivo: vince il William M. Jennings Trophy
- Asterisco (*): vince la Stanley Cup

## Palmarès

### Club
- Stanley Cup: 3

New Jersey: 1994-1995, 1999-2000, 2002-2003

### Nazionale
- Giochi olimpici: 2

Salt Lake City 2002, Vancouver 2010
- World Cup of Hockey: 1

Canada 2004

### Individuale
- Calder Memorial Trophy: 1

1993-1994
- Vezina Trophy: 4

2002-2003, 2003-2004, 2006-2007, 2007-2008
- William M. Jennings Trophy: 5

1996-1997 (con Mike Dunham), 1997-1998, 2002-2003 (con Roman Čechmánek e Robert Esche), 2003-2004, 2009-2010
- NHL First All-Star Team: 2

2002-2003, 2003-2004, 2006-2007
- NHL Second All-Star Team: 4

1996-1997, 1997-1998, 2005-2006, 2007-2008
- NHL All-Rookie Team: 1

1993-1994
- NHL All-Star Game: 10

1996, 1997, 1998, 1999, 2000, 2001, 2003, 2004, 2007, 2008

## Vita privata
Brodeur ha sposato Melanie Dubois nell'agosto 1995 ed ha quattro figli: Anthony, nato nel 1995, i gemelli William e Jeremy, classe 1996, ed Annabelle Antoinette, unica femmina, nata nel 2002. Melanie ha divorziato da Martin nel 2003 quando ha scoperto una relazione da parte sua con la moglie di suo fratello, Genevieve Nault. Nel giugno 2008 ha poi sposato la stessa donna, da cui ha avuto, nel novembre 2009, il quinto figlio Maxime Philippe.
Il primo figlio Anthony è anche lui un giocatore di hockey, sempre di ruolo portiere. Nell'NHL Entry Draft 2013 è stato selezionato proprio dai New Jersey Devils come 208ª scelta, ed è stato il padre stesso ad annunciarlo.
Suo padre Denis, ex fotografo sportivo e portiere di hockey, è deceduto il 26 settembre 2013.